# Grodowice (przystanek kolejowy)
Grodowice (ukr. Городовичі, ros. Городовичи) – przystanek kolejowy w miejscowości Grodowice, w rejonie samborskim, w obwodzie lwowskim, na Ukrainie.
Przystanek istniał przed II wojną światową.